# 藤澤本町站

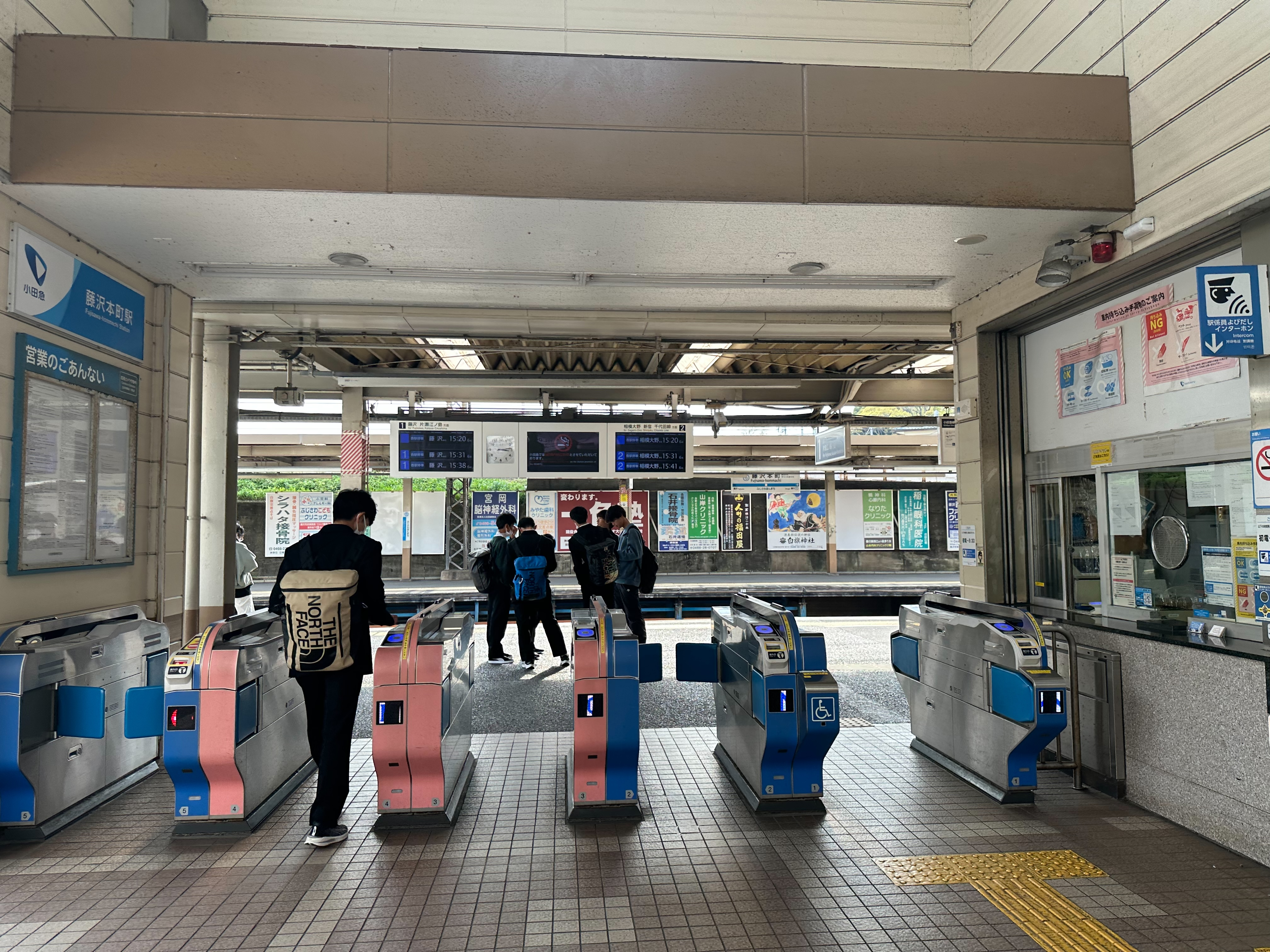
剪票口（2023年4月）

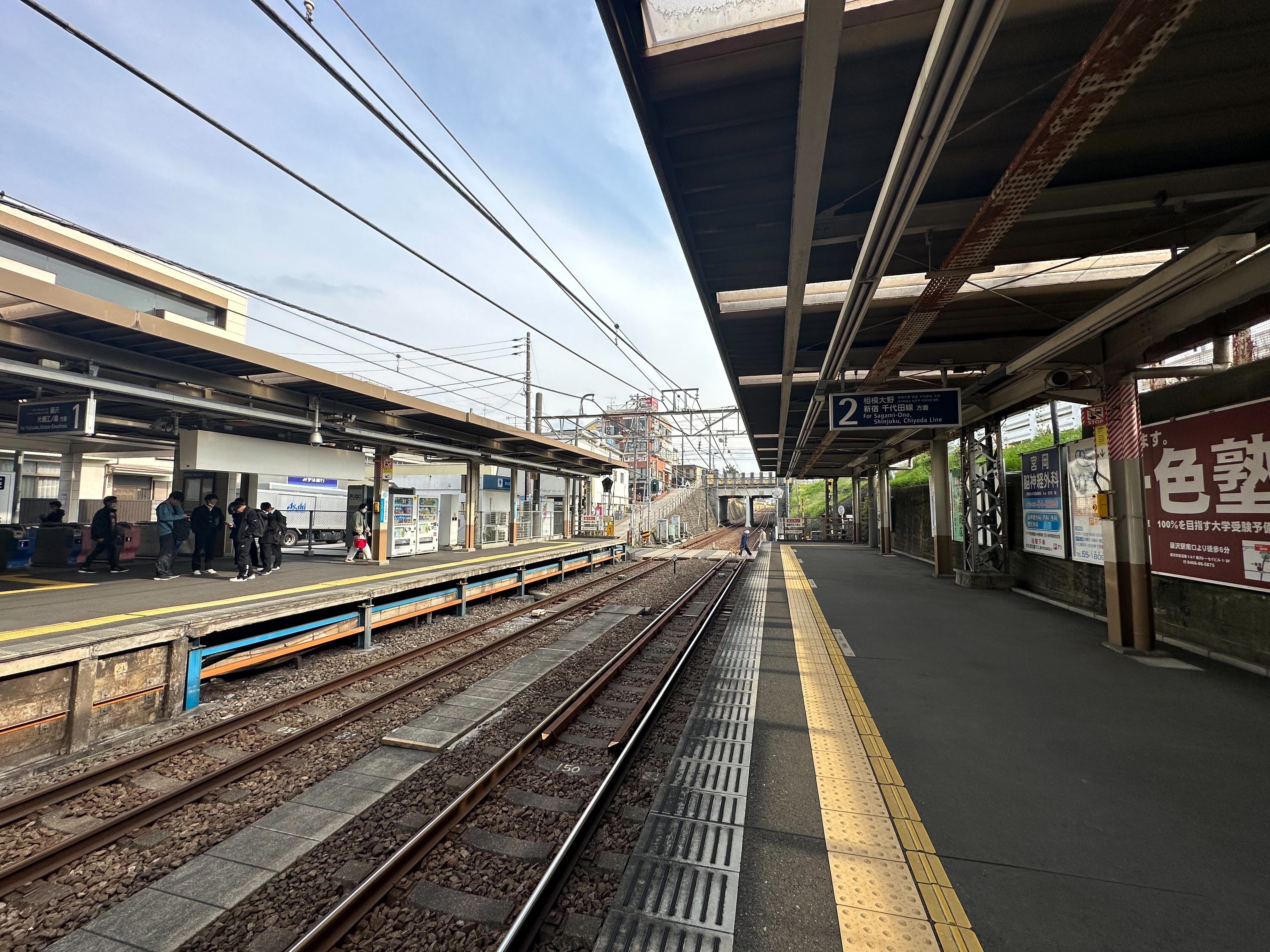
月台（2023年4月）

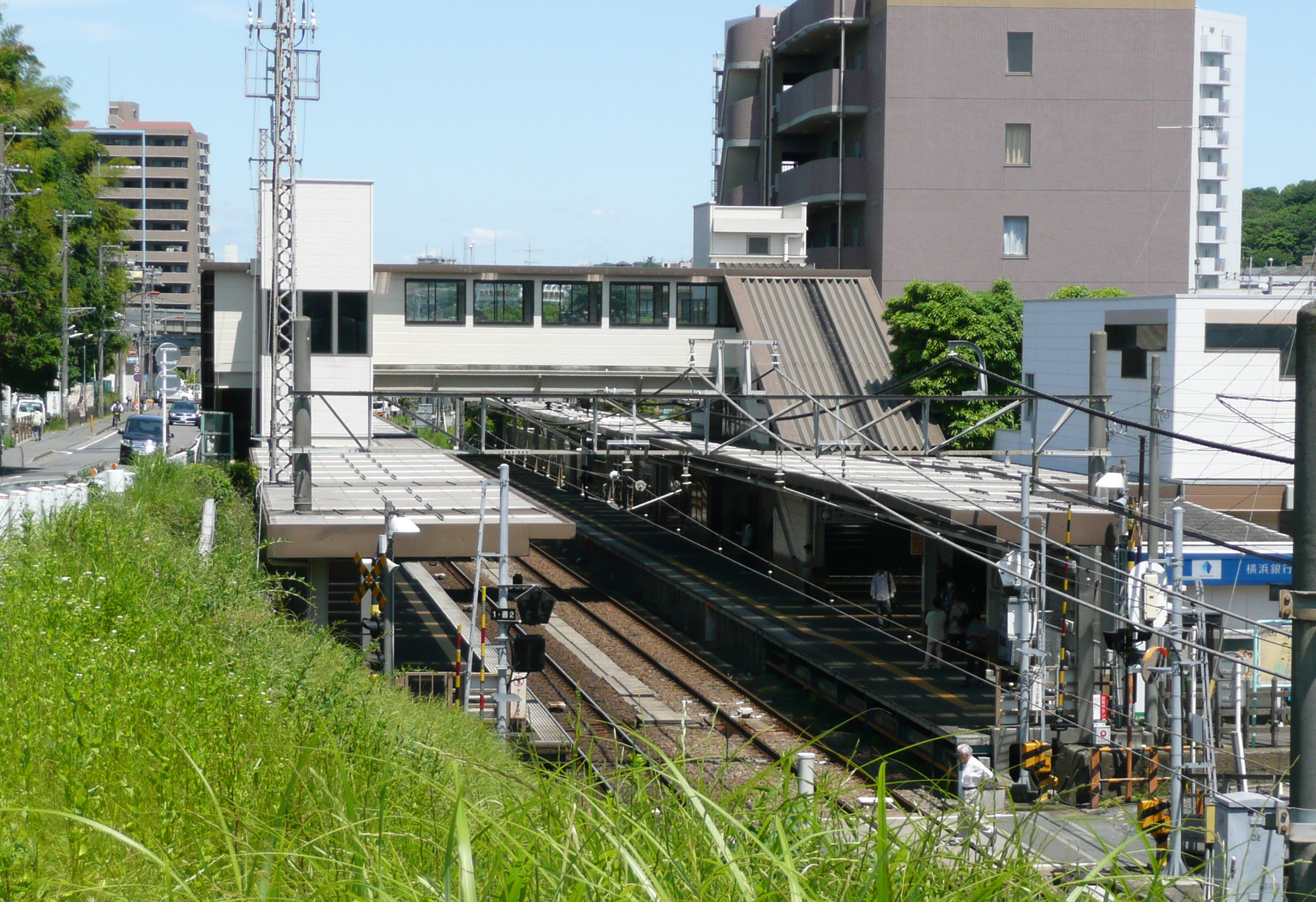
遠景。車站入口在右側（2012年5月）

藤澤本町站（日语：／ Fujisawa-hommachi eki */?）是一個位於神奈川縣藤澤市藤澤三丁目，屬於小田急電鐵江之島線的鐵路車站。車站編號是OE 12。

## 概要
本站位於藤澤宿西端、舊東海道（現在縣道43號）北側。
由於靠近箱根驛傳路線縣道30號，2004年至2007年1月2、3日運行「箱根驛傳應援號」行駛於東京地下鐵千代田線大手町～藤澤、箱根湯本間。
另外，本站站名念法為「ふじさわほんまち」，車站南側地名念為「ほんちょう」。

## 歷史
- 1929年（昭和4年）4月1日 - 開站。為「直通」班次停靠站。
- 1945年（昭和20年）6月 - 廢止「直通」班次，各站停車延伸至全線，本站為其停靠站。
- 1946年（昭和21年）10月1日 - 新增準急班次，本站為其停靠站。
- 2012年（平成24年）7月 - 啟用列車資訊顯示器。

## 名稱由來
因鄰近東海道五十三次第六個宿場「藤澤宿」，因而命名為「藤澤本町」。

## 構造
本站是側式月台2面2線地面車站。站房、剪票口位於1號月台側，可透過天橋前往2號月台。
月台從東側起為1號月台。
2012年7月新設列車資訊顯示器。
| 月台 | 路線     | 方向 | 目的地                       |
| ---- | -------- | ---- | ---------------------------- |
| 1    | 江之島線 | 下行 | 藤澤、片瀨江之島方向         |
| 2    | 江之島線 | 上行 | 相模大野、新宿、千代田線方向 |

## 利用狀況
2016年度1日平均上下車人次為21,867人、小田急線全部70個車站當中排名列46位。
近年上下車人次、上車人次變化如下表。
| 年度               | 1日平均 上下車人次 | 1日平均 上車人次 | 來源     |
| ------------------ | ------------------ | ---------------- | -------- |
| 1995年（平成07年） |                    | 9,543            | [ * 1 ]  |
| 1998年（平成10年） |                    | 8,933            | [ * 2 ]  |
| 1999年（平成11年） |                    | 8,951            | [ * 3 ]  |
| 2000年（平成12年） |                    | 8,825            | [ * 3 ]  |
| 2001年（平成13年） |                    | 8,773            | [ * 4 ]  |
| 2002年（平成14年） | 17,235             | 8,724            | [ * 5 ]  |
| 2003年（平成15年） | 17,855             | 9,174            | [ * 6 ]  |
| 2004年（平成16年） | 18,087             | 9,276            | [ * 7 ]  |
| 2005年（平成17年） | 18,328             | 9,402            | [ * 8 ]  |
| 2006年（平成18年） | 19,071             | 9,784            | [ * 9 ]  |
| 2007年（平成19年） | 19,898             | 10,186           | [ * 10 ] |
| 2008年（平成20年） | 20,151             | 10,326           | [ * 11 ] |
| 2009年（平成21年） | 20,016             | 10,243           | [ * 12 ] |
| 2010年（平成22年） | 20,113             | 10,290           | [ * 13 ] |
| 2011年（平成23年） | 20,282             | 10,379           | [ * 14 ] |
| 2012年（平成24年） | 20,851             | 10,666           | [ * 15 ] |
| 2013年（平成25年） | 21,549             | 11,010           | [ * 16 ] |
| 2014年（平成26年） | 21,317             | 10,874           | [ * 17 ] |
| 2015年（平成27年） | 21,838             |                  |          |
| 2016年（平成28年） | 21,867             |                  |          |

## 周邊
附近一帶為住宅區，商店集中在車站周邊與國道467號、縣道沿線。
車站周邊設有數座免費腳踏車停車場，平日早晨有許多利用自行車的通勤族。另外，由於周圍有多所高等學校，本站可見許多高校生活動。但由於剪票口僅有1號月台南端一處，尖峰時刻十分擁擠。
- 白旗神社（日语：白旗神社 (藤沢市)）
- 三菱電機宿舍
- 伊勢山（日语：伊勢山 (藤沢市)）
- 藤澤御殿（日语：藤沢御殿）跡
- 北向地藏（日语：北向地蔵 (藤沢市)）
- 神奈川縣立湘南高等學校（日语：神奈川県立湘南高等学校）
- 神奈川縣立藤澤清流高等學校（日语：神奈川県立藤沢清流高等学校）
- 藤嶺学園藤澤中學校、高等學校（日语：藤嶺学園藤沢中学校・高等学校）
- 聖園女學院中學校、高等學校（日语：聖園女学院中学校・高等学校）
- 藤澤市消防本部（日语：藤沢市消防本部）南消防署本町出張所
- 藤澤市民醫院（日语：藤沢市民病院）
- 藤澤台町郵便局
- 藤澤本町郵便局
- 日本精工藤澤工場、技術中心
- 國道1號（藤澤繞道（日语：藤沢バイパス））
- 國道467號（日语：国道467号）

## 路線巴士
- 神奈川中央交通（日语：神奈川中央交通）台町巴士站
  - 藤07、藤08系統 - 往茅崎站
  - 藤09、藤10系統 - 往辻堂站北口
  - 藤12、藤13系統 - 經駒寄往湘南生活城（日语：湘南ライフタウン）
  - 藤15系統 - 經大六天往湘南生活城
  - 藤34系統 - 經一色上往湘南台站西口
  - 藤35、藤45系統 - 往荏原工業團地
  - 藤36、藤46系統 - 往善行站
  - 藤38系統 - 往老人中心
  - 藤39系統 - 經大辻往湘南台站西口
  - 藤34、藤35、藤36、藤38系統 - 往藤澤站北口
  - 藤07、藤09、藤12、藤15、藤34、藤35、藤36、藤38、藤39系統 - 經南仲通往藤澤站北口
  - 藤08、藤10、藤13、藤45、藤46系統 - 經藤澤市民醫院往藤澤站北口

## 相鄰車站
小田急電鐵
 江之島線

■快速急行、■急行
通過
■各站停車
善行（OE 11）－藤澤本町（OE 12）－藤澤（OE 13）

## 外部連結
- 藤澤本町 - 小田急電鐵（日語）